# Fatshark
Fatshark est un studio de développement du jeu vidéo indépendant basé à Stockholm, en Suède. Fatshark a agi comme un sous-traitant pour plusieurs titres AAA pour des jeux PC et consoles et le studio développe aussi ses propres jeux.

## Histoire
À l'origine l'entreprise se nommait Northplay, qui sous-traitait pour des entreprises suédoises diverses entre 2003 et 2008. L'entreprise est la mieux connue pour son engagement avec la PlayStation 3 et la Xbox 360.

## Ludographie
| Titre                                 | Année | Plate(s)-forme(s)                            |
| ------------------------------------- | ----- | -------------------------------------------- |
| Lead and Gold: Gangs of the Wild West | 2010  | Microsoft Windows, PlayStation 3             |
| Bionic Commando Rearmed 2             | 2011  | PlayStation 3, Xbox Live Arcade              |
| Hamilton's Great Adventure            | 2011  | Microsoft Windows, PlayStation 3, Android    |
| Krater                                | 2012  | Microsoft Windows                            |
| War of the Roses                      | 2012  | Microsoft Windows                            |
| War of the Roses: Kingmaker           | 2013  | Microsoft Windows                            |
| War of the Vikings                    | 2014  | Microsoft Windows                            |
| Escape Dead Island                    | 2014  | Microsoft Windows, PlayStation 3, Xbox 360   |
| Hamilton's Puzzle Run                 | 2015  | Amazon FireTV                                |
| Bloodsports.TV                        | 2015  | Microsoft Windows                            |
| Warhammer: End Times - Vermintide     | 2015  | Microsoft Windows, PlayStation 4, Xbox One   |
| Cobalt                                | 2016  | Xbox 360, Xbox One                           |
| Warhammer: Vermintide 2               | 2018  | Microsoft Windows, PlayStation 4, Xbox One   |
| Warhammer 40,000: Darktide            | 2022  | Microsoft Windows, PlayStation 5, Xbox One X |